# Glossário da Roma Antiga
Este é um glossário de expressões utilizadas para caracterizar estatutos, medidas, ou situações da Roma Antiga.
- Civitas romana - estatuto de cidadania romana
- Cúria Hostília - edifício sede do Senado romano
- Cursus honorum - percurso sequencial das magistraturas exercidas pelos políticos da Antiga Roma;
- Mestre dos soldados (magister militum) - patente militar usada no baixo Império Romano;
- Nobilitas - classe dirigente, a nobreza (?)
- Patrício dos romanos (Patricius romanorum) - protector de Roma. Estatuto concedido a Pepino, o Breve pelo Papa Estêvão III, em 754;
- Pax Romana - período de Paz vivido no tempo do imperador Augusto;
- Pontífice máximo (pontifex maximus) - sumo sacerdote do colégio dos Pontífices, a mais alta dignidade na religião romana;
- Príncipe do senado' (princeps senatus) - líder do senado romano;
- Senatus consulto - texto de força equivalente à lei, utilizado como arma legal senado romano a partir do início da década de 120 a.C.